# استان تیسمسیلت
تیسمسیلت نام استان سی و هشتم کشور الجزایر است.